# MP28
Die Bergmann MP28 war eine deutsche Maschinenpistole der Zwischenkriegszeit. Sie wurde von Hugo Schmeisser aus der MP18 entwickelt. 

## Beschreibung
Die MP 28 ist ein zuschießender Rückstoßlader mit Masseverschluss und Holzschäftung. Der Lauf ist von einem perforierten Laufmantel umgeben. Das zweireihige Stangenmagazin fasst 32 Schuss. Der Magazinschacht befindet sich links, das Auswurffenster rechts. Im Unterschied zur MP18 kann auch Einzelfeuer geschossen werden. Der Feuerwahlschalter befindet sich oberhalb des Abzuges. Die ansonsten der MP18 stark ähnelnde Waffe kann dadurch auch optisch von dieser unterschieden werden.

## Entwicklung und Produktion
Aufgrund der Bestimmungen des Versailler Vertrags war es Deutschland nicht gestattet, Maschinenpistolen für die Reichswehr herzustellen. Für die deutsche Polizei wurden Maschinenpistolen dieses Typs jedoch schließlich eingeführt. Auch wurden Lizenzrechte der Waffe an die Firma Bayard in Belgien übertragen. Die Waffe wurde dabei weltweit exportiert und begründete so unter anderem den legendären Ruf von Hugo Schmeisser, der sich bereits als Konstrukteur der Maschinenpistole 18 ausgezeichnet hatte. Maschinenpistolen dieses Typs (vor allem aus belgischer Produktion und im spanischen Standardkaliber 9 mm Largo) wurden in großen Stückzahlen im spanischen Bürgerkrieg eingesetzt.

## Einsatz

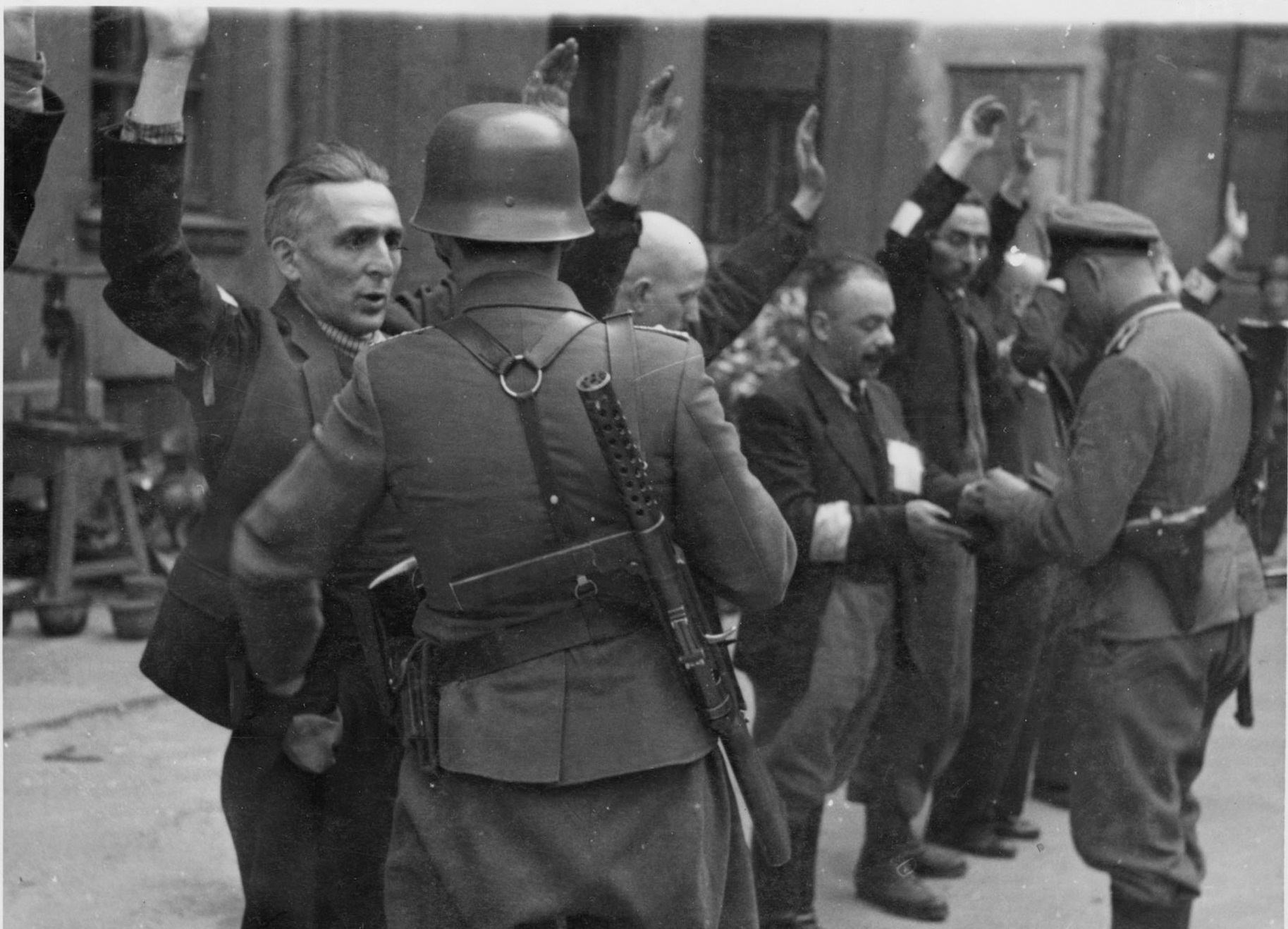
SS-Mann mit MP28 während des Aufstands im Warschauer Ghetto

Die Wehrmacht zeigte kein Interesse an der Waffe. Während des Zweiten Weltkriegs wurde die Waffe häufig von Polizeiverbänden eingesetzt. So wurde diese Waffe von deutschen Soldaten bzw. Mitgliedern der SS oder des SD (Sicherheitsdienst der SS) während des Aufstandes im Warschauer Ghetto geführt.

## Varianten und Weiterentwicklungen
Spanien hatte vor dem Ausbruch des spanischen Bürgerkrieges MP28 aus belgischer Lizenzfertigung importiert und stellte während des Bürgerkriegs eine als Naranjero bezeichnete Kopie her.
Die britische Lanchester-MPi war eine direkte Kopie der MP28. Die Sten basiert auf der Lanchester und ist eine vereinfachte und auf extrem kostenreduzierte Massenfertigung optimierte Variante dieser.

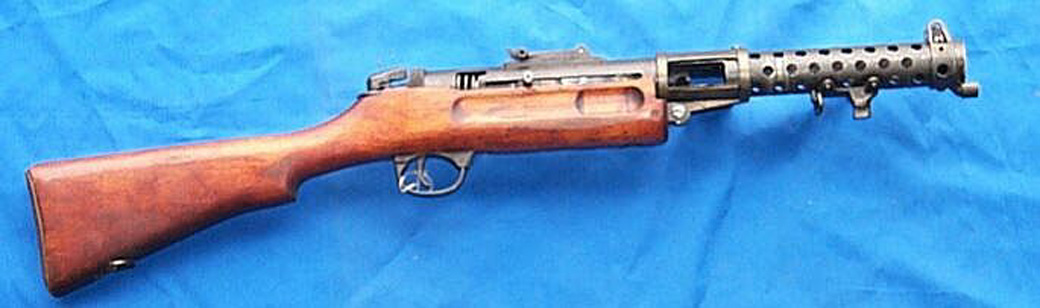
Lanchester
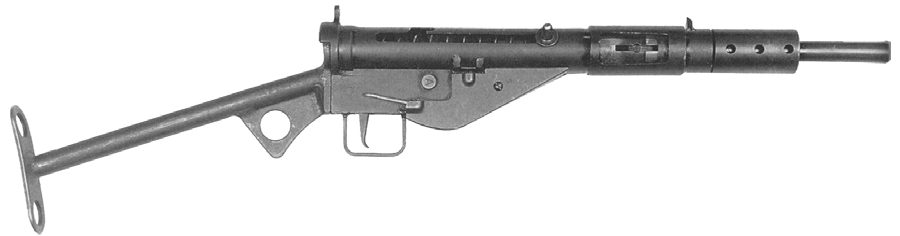
Sten